# 加州理工学院住宿学院制度
住宿学院制度（house system）是加州理工学院（Caltech）本科生住宿体系的基础。加州理工的独特宿舍制度借鉴了英国牛津大学和剑桥大学的学院制，尽管其宿舍规模和性质可能更类似于耶鲁大学住宿学院以及哈佛大学住宿体系。与学院类似，一个宿舍既是学生住宿的实体建筑，也是其成员社交活动的中心。 宿舍也是学生自治体系的一部分，每个宿舍拥有自我管理的规则，并作为加州理工本科生学生会（ASCIT）和校级学生事务委员会（IHC）的选区，参与校园范围内的学生治理。

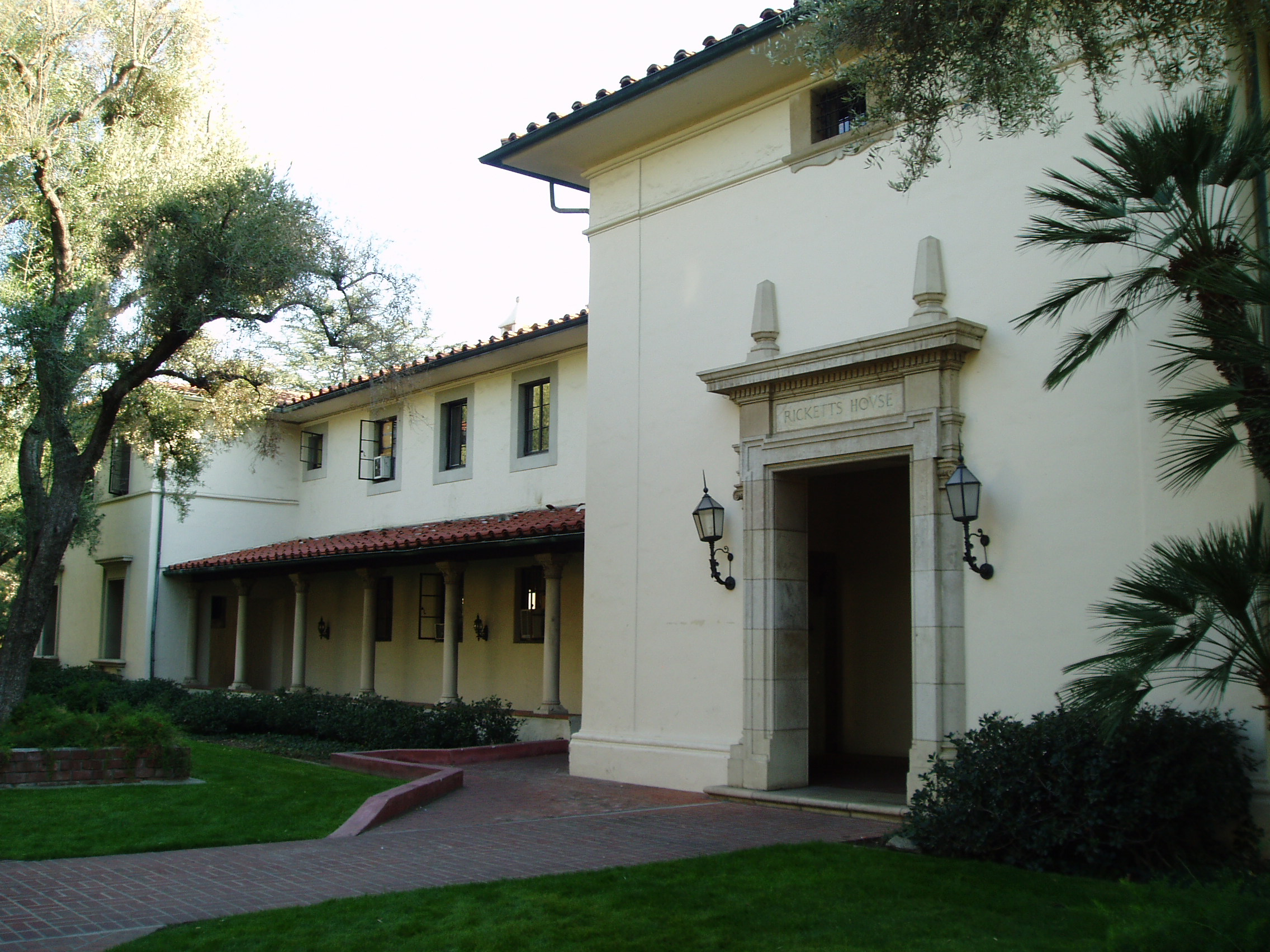
Ricketts宿舍楼外景，1931年建成的西班牙风格南部宿舍楼建筑风格的典型代表（摄于2004年）

这些宿舍类似于其他美国大学的兄弟会与姐妹会，因其培养了深厚的成员归属感。但不同于兄弟会，宿舍体系用新生入学时为期两周的“轮转”（Rotation）活动代替了具有潜在风险的“招新”（rushing）或“入会”（pledging）过程，学生通常会在本科期间一直隶属于同一个宿舍。
历史上，新生在开学前的一周及正式上课的第一周通过轮转活动了解各个宿舍，最终通过匹配机制分配到相应宿舍。此过程有相应规则，以保障新生可以在不偏见的环境下选择宿舍。
加州理工学院于 1931 年建立了学院制度，解散了现有的兄弟会，并将其改组为布莱克学院 (Blacker House) 、达布尼学院 (Dabney House) 、弗莱明学院 (Fleming House)和里基茨学院 (Ricketts House)，这些学院位于被称为学生宿舍的建筑群中，然后是老宿舍，后来是南宿舍。  这些兄弟会如下：
- 更黑：Phi Alpha Rho，也称为 Pharo
- 达布尼：Gamma Sigma
- 弗莱明：Sigma Alpha Pi 和 Pi Alpha Tau
- 里基茨：Kappa Gamma，也称为 Gnome

一座名为艾弗里学院 (Avery House)的全新先进住宿设施于 1996 年开放，据称该设施不仅可以让本科生、研究生和教职员工交流，还可以让他们一起生活。在 2004 学年，艾弗里委员会 (艾弗里学院的学生会) 发起活动，要求艾弗里参与轮换并接收新生。这一改变遭到了加州理工学院本科生团体五比一的反对，但教务委员会以压倒性多数投票批准了这一改变。 从2006 学年开始，新生开始轮换进入艾弗里学院，从而使其地位变为一个完全有代表的学院。
此外，2005 年，南部老旧学院的大规模改造工程开始动工，原先学生被搬迁至临时组合式住宅区。整修工程于 2007 年初完工。 2006 年 12 月 15 日，学生们搬回南边的宿舍，不过宿舍建设一直持续到 2007 年初。
与校园内大多数老建筑一样，艾弗里学院和南楼为加州传教风格，类似带有封闭庭院的修道院；北楼则采用现代设计。

## 学院参与权
获得住宿学院会员资格的方式有两种：在大一开始时轮换加入并成为正式会员，或者之后成为社交会员或正式会员。接纳新会员的程序根据房屋章程和会员类型而有所不同。

### 轮换阶段
轮换是新生选择（并被选择）所属学院的过程。在加州理工学院的用语中，新生被称为“frosh”，在轮换结束时公布其所属学院之前，被称为“prefrosh”。刚到加州理工学院时，新生会被随机分配到一个宿舍，与新生入学前周末的分配不同，然后花一周时间在所有宿舍里主要吃晚餐和甜点，有机会结识所有宿舍里的人。
这些用餐和会议不仅为新生提供了一个了解不同宿舍氛围的机会，也为高年级学生提供了一个见面和对新生形成意见的机会，以便双方都能了解自己可能属于哪个宿舍。许多学院还会向新生播放学院制作的视频，让新生进一步了解各个学院的不同特点。本周末，新生将按照优先顺序对八个学院进行评分。基于此，以及宿舍现有成员的意见，新生将被安置在一个宿舍里，这个宿舍将成为他们未来几年物质和社会的家。宿舍委员会尽力确保整个过程的保密性，以维护新生以及参与最终住房分配的人员的隐私。 此外，选择过程受到限制：每个学院的空缺数量有限，不可能同时满足所有新生和学院的偏好。

### 后期会员资格
获得会员资格的第二种方式是：在轮换后的某个时间点提出申请。虽然各个议院的程序不尽相同，但一般来说，人们会在晚餐时宣布“我想成为 ___ 议院的成员”，然后议院会进行投票（投票的性质也各不相同）。除里基茨学院之外的所有学院都有两个级别的会员资格：正式会员和社会会员。

## 南方住宿学院
南方住宿学院 1931 年开放。

### 布莱克学院

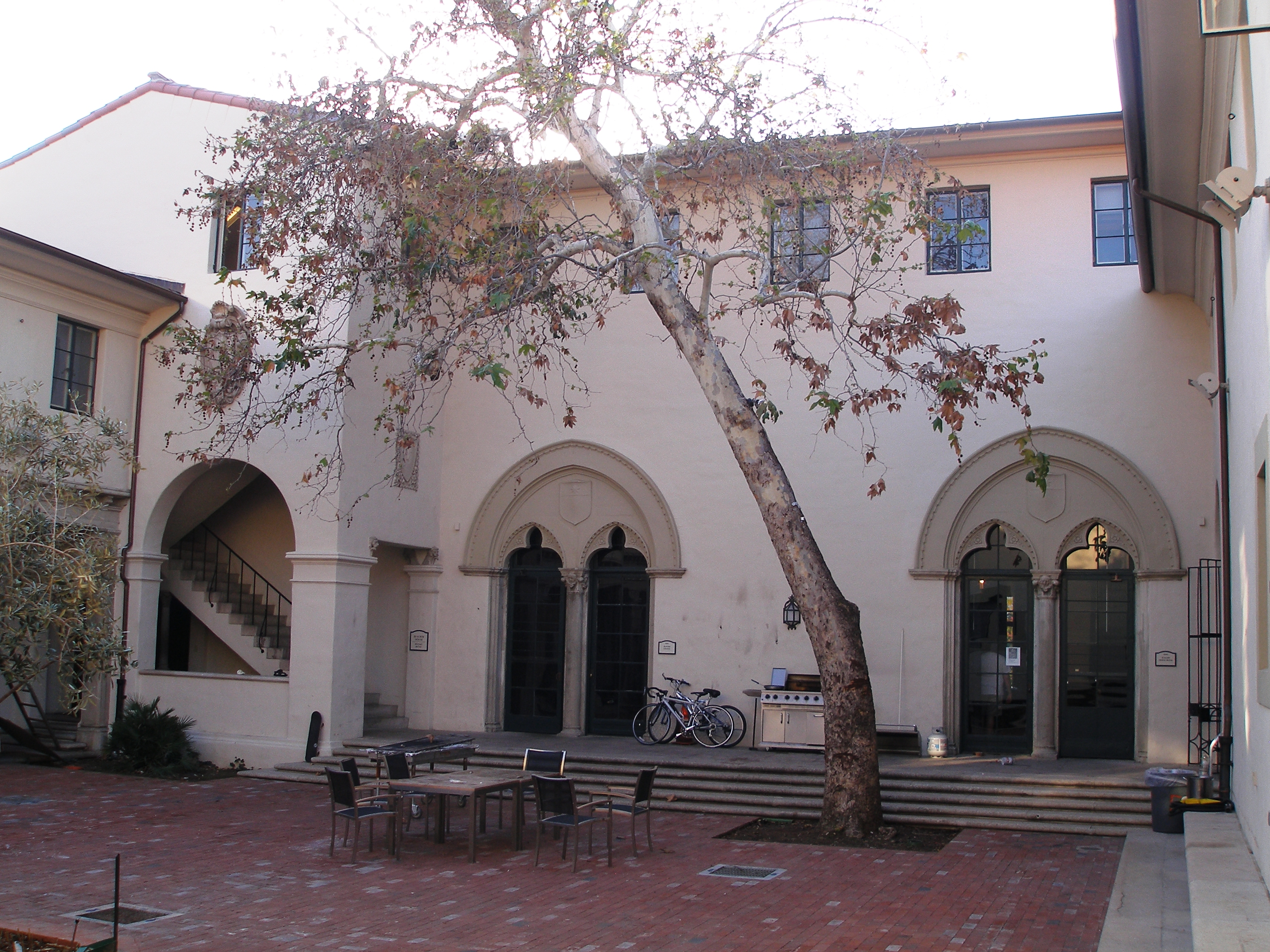
2008年的布莱克庭院

布莱克学院是在加州理工学院董事罗伯特·罗·布莱克 (Robert Roe Blacker)捐赠的资金的帮助下建造的。 Blacker House 的成员被称为Moles。
布莱克学院 (Blacker House) 的传统之一是地狱之旅。为了反抗禁止玩《女武神的骑行》的禁令，住在房子里名为“地狱”的区域（因夏季难以忍受的酷热和狭窄的空间而得名）的新生将宣布进行一次地狱之旅。然后，他们在走廊上设置路障，大声播放《骑行》，挑衅高年级学生闯入并把所有人都拖到淋浴间淋湿。 
学院的大厅被描绘成天堂和地狱，中间还有一个被称为炼狱的小休息室和小厨房。布莱克的庭院里以前有一座可居住的树屋和一个巨大的轮胎秋千，但在 2005-2006 学年房屋翻修期间，承载这些树的树被砍倒了。另一棵树上还挂着另一个木制秋千，但它在 2019 年被砍倒了。庭院的另一侧有一个沙发秋千。
著名校友包括：

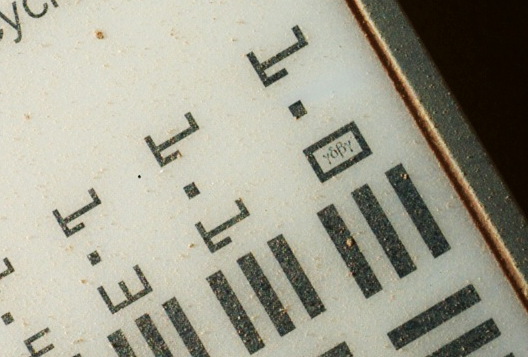
Blacker House 的口号γδβγ神秘地出现在美国宇航局好奇号火星车的相机校准目标上。如果加州理工学院喷气推进实验室的任何人知道它是如何到达那里的，他们不会告诉

- 威廉·肖克利(1932)晶体管的共同发明者和诺贝尔奖获得者
- 沃尔特·蒙克(1939) 海洋学家，他确定了月球与地球潮汐锁定的原因
- 卡弗·米德(1956) 现代微电子学的重要先驱
- 基普·索恩(1962) 诺贝尔奖获得者，世界领先的爱因斯坦广义相对论天体物理意义专家之一，加州理工学院理查德·P·费曼理论物理学名誉教授
- 迈克尔·阿施巴赫(1966) 美国数学家，因其在有限群方面的工作而闻名
- 小约瑟夫·罗兹（1969年，历史专业）宾夕法尼亚州政治家和活动家
- 约瑟夫·波尔钦斯基(1975)，因弦理论中的D-膜而闻名
- Zinovy Reichstein (1983，数学) 数学家，因引入本质维度而闻名
- 伊恩·阿戈尔(1992 年，数学) 因拓扑学研究而闻名的数学家，加州大学伯克利分校教授
- 曹颖 (1997) 麦克阿瑟奖获得者、神经科学家、加州理工学院生物学教授
- SethBling （2001年，计算机科学）视频游戏YouTuber，以Minecraft红石和速通而闻名
- 罗博深（2004，数学）卡内基梅隆大学数学教授，美国国际数学奥林匹克队教练

### 达布尼学院

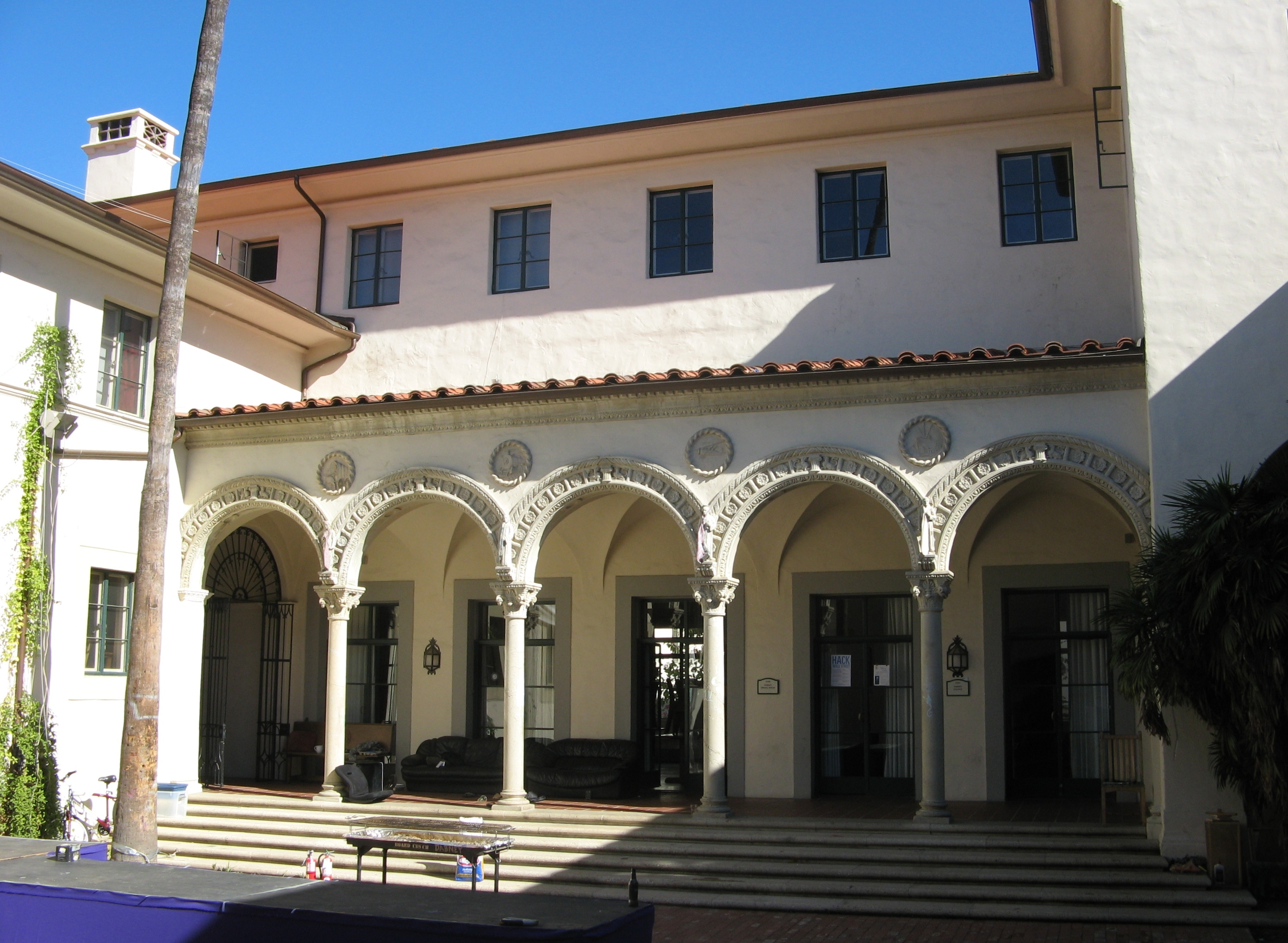
2008 年的达布尼庭院

达布尼学院 (Dabney House)是加州理工学院最小的楼。达布尼家族的成员被称为“Darbs” ，这个名字是由家族名称与 20 世纪 20 年代的俚语“darb”组合而成，意为非常英俊、有价值、有魅力或优秀的人或事。 达布尼石油辛迪加（Dabney Oil Syndicate）的老板约瑟夫·B·达布尼（Joseph B. Dabney） 曾担任加州理工学院的董事。达布尼人文厅 (Dabney Hall of the Humanities) 是达布尼夫妇的捐赠，也是加州理工学院中央庭院的四座角落建筑之一。它建于1927年。1928 年，达布尼夫妇捐赠 20 万美元建造了达布尼楼 (Dabney House)，这是四座新宿舍楼之一。
达布尼楼是四座南楼建筑群的一部分，建于 1930 年和 1931 年。它曾被称为绅士学院和船长学院，但在 20 世纪 60 年代，其性格发生了巨大变化。 1973 年，达布尼楼的学生在图书馆里举着写有“弹劾尼克松”的牌子，抗议时任总统尼克松在水门事件中所扮演的角色，随后达布尼家族与这所房子断绝了关系。

达布尼府的“极简主义盾徽”，由老达布·凯苏·泰 (Darb Kaihsu Tai) 于 20 世纪 90 年代末根据达布尼家族的盾徽设计而成。

#### 著名校友
- 哈里森·施密特(1957 年，地质学) – 地质学家、宇航员、威斯康星大学麦迪逊分校工程物理学兼职教授、政治家
- 约翰·克劳泽（1964年，物理学）——物理学家，诺贝尔物理学奖获得者
- 芭芭拉·特平(1984 年，工程与应用科学专业) - 化学家，北卡罗来纳大学教堂山分校大气化学教授

### 弗莱明学院

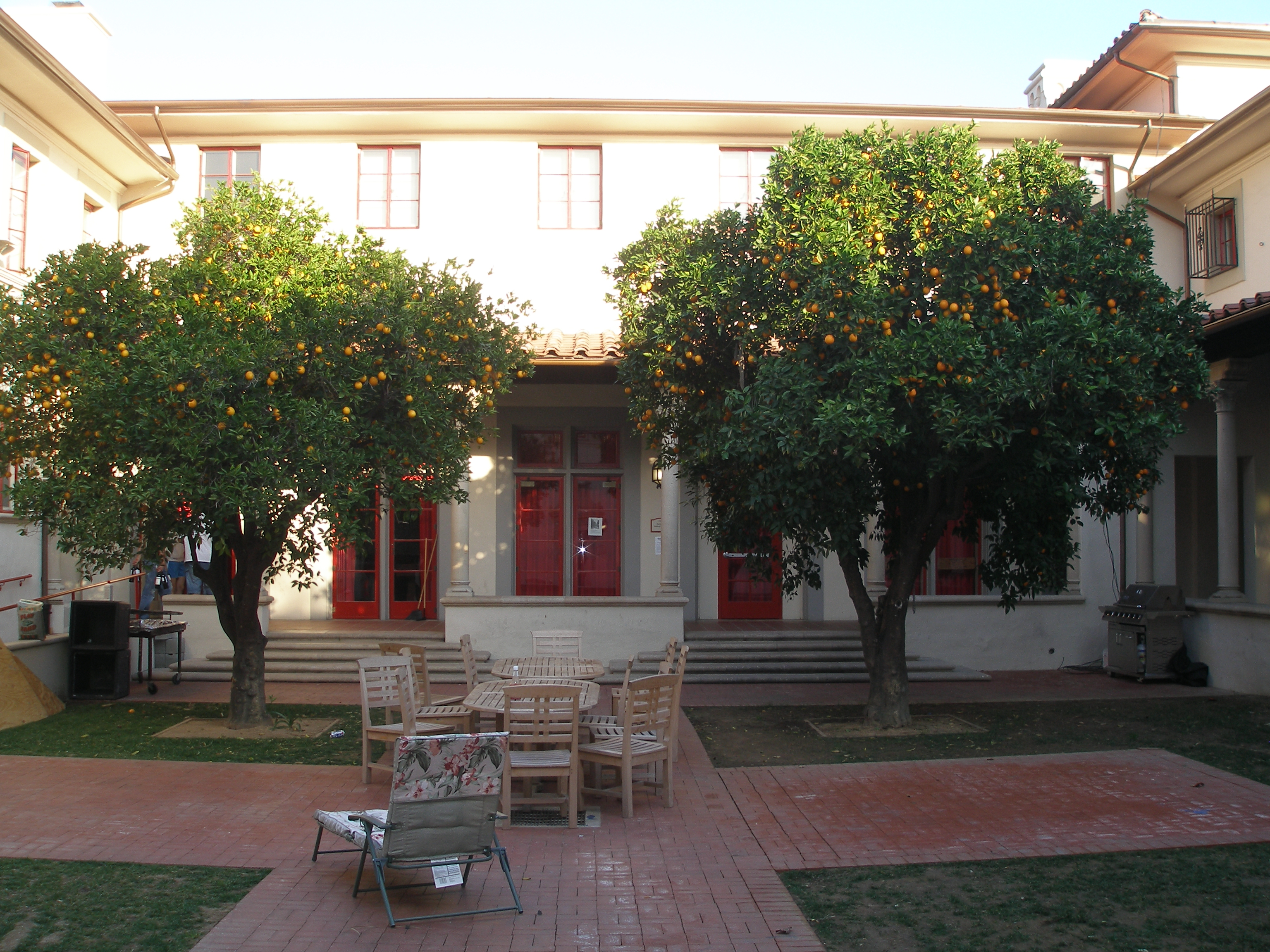
2008年的弗莱明庭院

弗莱明学院由许多人捐资建造，弗莱明这个名字是为了纪念当时的加州理工学院董事会主席亚瑟·H·弗莱明。
过去几年里，弗莱明和佩奇·豪斯经常互相恶作剧，并邀请对方参加入会仪式。

#### 弗莱明大炮

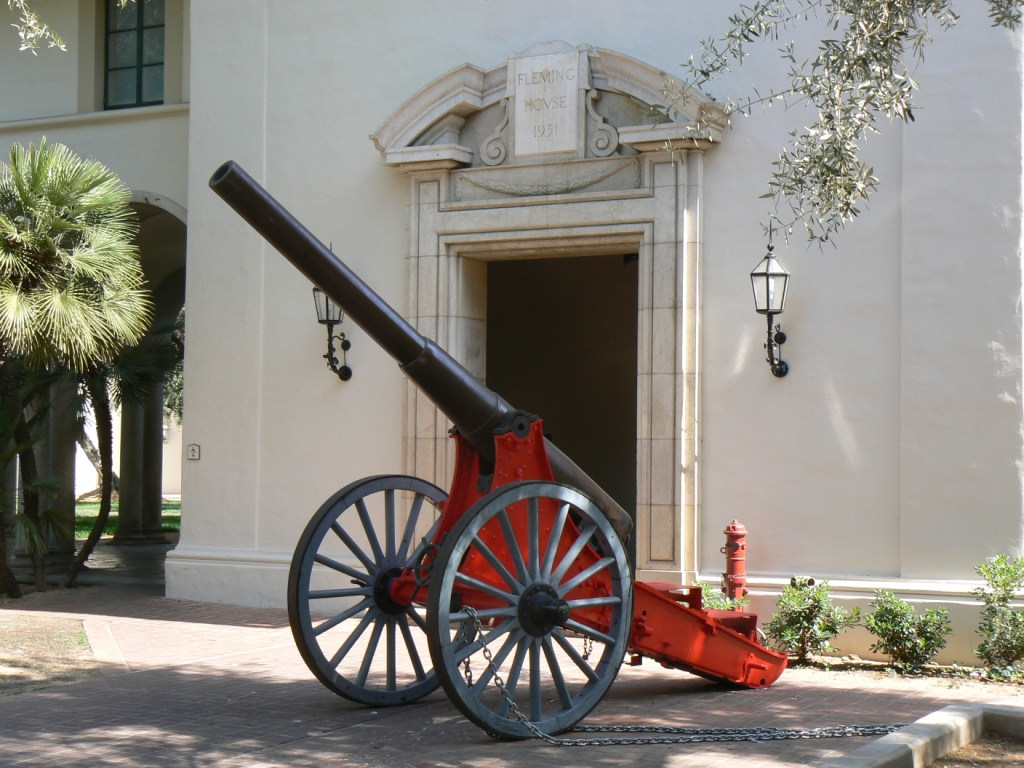
2007 年 6 月的弗莱明大炮

加州理工学院的地标建筑弗莱明大炮，安放在弗莱明门前的橄榄步道上。由于它在鸣放时会发出很大的声音，因此只有在重要事件发生时才会鸣放，例如轮换结束、逃课日、学期结束和毕业。它最初是为了在普法战争中使用而铸造的，但最终被送到了当时以军事为主题的加利福尼亚州圣马力诺西南学院，并在 1925 年至 1972 年间一直摆放在该学院的前草坪上。
1972 年，弗莱明班的干部获得西南学院的许可，可以带走这门大炮，但是低年级学生在晚上给大炮装上新轮子并将其拖进校园，却以为自己偷了大炮。经过数月的除漆和其他工作才使其恢复到正常运转状态。加州理工学院管理层于 1975 年下令归还大炮，但 1980 年开始就将大炮正式移交回加州理工学院进行谈判，并于 1981 年将其永久归还加州理工学院校园。
这门大炮于 1986 年被哈维穆德学院的学生偷走。在两所学院管理部门的要求下，恶作剧发生大约八周后，大炮被归还给了弗莱明学院。 
有传言称，哈维穆德学院将在 2006 年再次尝试偷窃这门大炮，以庆祝他们第一次被盗 20 周年；然而，这门大炮在周年纪念日的前一天，即 3 月 28 日消失了，却在校园预览周末之前出现在麻省理工学院，在此期间，许多新生都会参观麻省理工学院。一家名为Howe & Ser Moving Co.的搬家公司（看似虚假）已获得信贷。 （该名称具有双关性：用“and”代替符号“&”时，读作“我们如何回答”，而用拉丁语“ et”代替符号“&”时，读作“榴弹炮”。）弗莱明大炮在麻省理工学院绿色大楼前的显著位置展示，炮管周围有一个巨大的镀金麻省理工学院等级环。
恶作剧被揭露后的第二天，弗莱明的成员于 4 月 7 日晚上开始策划追回行动。他们立即派出二十三名成员前往波士顿取回大炮。弗莱姆斯夫妇在麻省理工学院受到了一群学生和警察的欢迎，他们亲眼目睹大炮被装上卡车。随后，大家举行了友好的烧烤聚会来庆祝这一活动。

#### 著名校友
- 乔治·O·阿贝尔（1951年，天文学）——天文学家，加州大学洛杉矶分校天文学教授
- 罗纳德·H·威伦斯（1953年，物理学）——贝尔实验室研究员，企业家
- 本杰明·M·罗森(1954 年，电气工程) – 风险投资家， Sevin Rosen Funds创始人，康柏公司前董事长
- 威廉·罗伯特·格雷厄姆（1959年，物理学）——美国国家航空航天局副局长、代理局长、白宫科技政策办公室主任
- 利兰·H·哈特韦尔（1961 年，生物学）—— 2001 年诺贝尔生理学或医学奖获得者[10]
- 杰伊·奥伯诺特(Jay Obernolte) (1992 年，工程与应用科学专业) – 电子游戏开发者和政治家
- Jeffery M. Mendez（1999年，化学）–加州理工学院化学讲师
- 瑞安·帕特森 (2000 年，物理学) – 加州理工学院物理学教授

### 里基茨学院

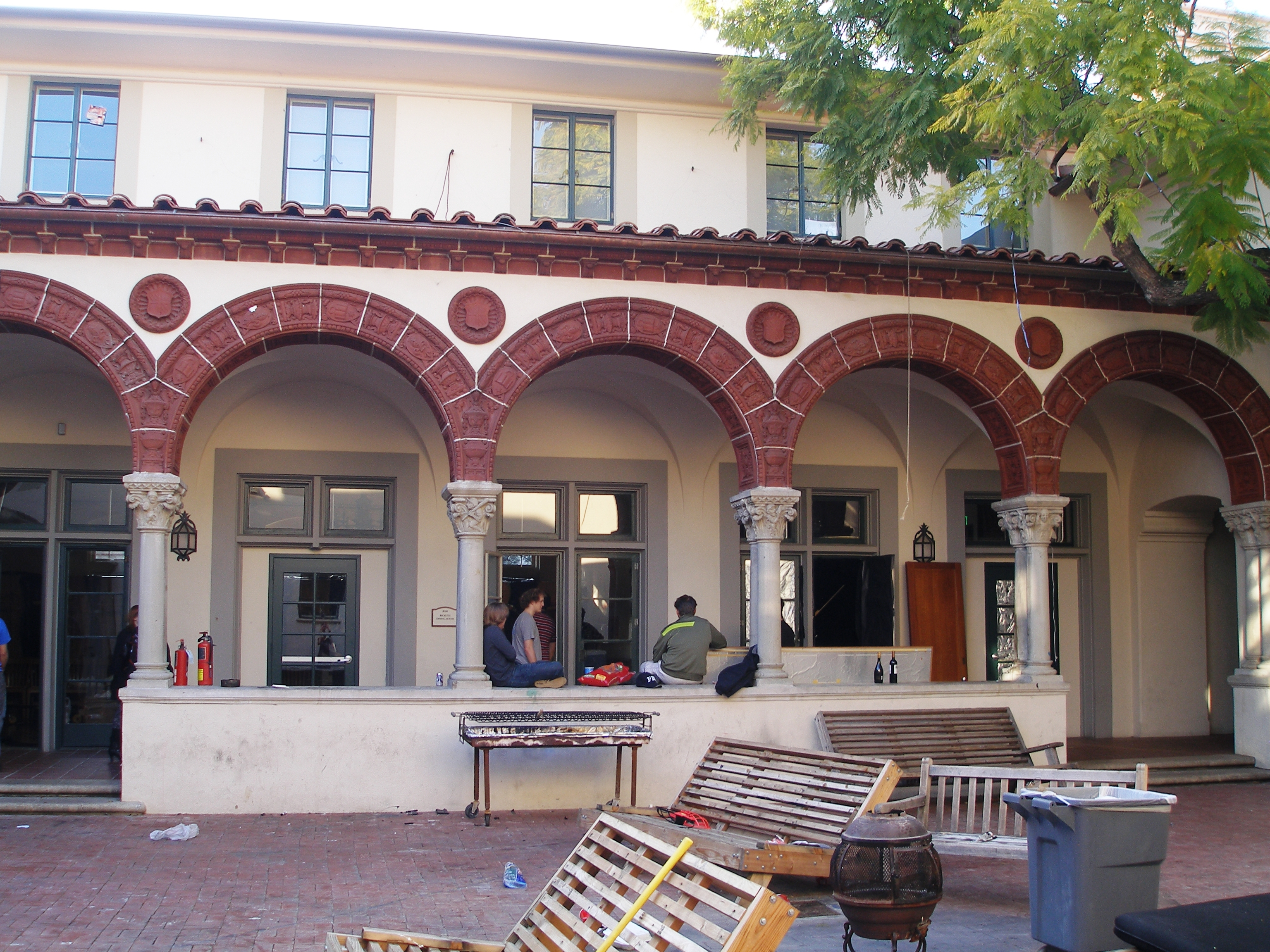
2008 年的 Ricketts 庭院

里基茨学院 (Ricketts House)由采矿工程师LD 里基茨 (LD Ricketts)出资建造，并以他的名字命名。里基茨学院的成员也被称为坏血者 (Scurves)，因为里基茨 (Ricketts) 这个名字与佝偻病很相似，而且坏血病是另一种维生素缺乏症。直到 1960 年左右，Ricketts House 的成员都被称为Rowdies ；那个时期的校友仍然能区分Rowdies和Scurves 。
里基茨的传统包括与火有关的活动和鼓鸣。 2003 年初之前，里基茨的庭院里有一个巨大的混凝土锅，在帕萨迪纳凉爽的夜晚，人们常常在锅里生起大火。庭院中最初有一个大型意大利大理石井口（历史上归属于并命名为“密立根罐”）。它被用作在庭院中进行的四方单打和双打比赛中发球高度的测量标准。到了 20 世纪 70 年代中期，它只剩下碎石块了，据说是在一次更刺激的用报纸、二甲苯和火柴进行的锅火实验中被毁坏的。大约在那个时候，有进取心的房屋管理员安排用一大段混凝土下水道管道来替换它，最终又用原始花盆的混凝土复制品代替了它。由于帕萨迪纳消防法规的收紧和加州理工学院管理层的责任担忧，该花盆被移走了。便携式壁炉暂时取代了锅。鼓鸣是大一和大二学生之间为争夺刹车鼓所有权而展开的竞赛。
20 世纪 50 年代，里基茨学院以体育运动和学生会而闻名，但此后不久，该学院就不再以这些活动而闻名，而是以将“接受我的本来面目”的理念发挥到极致的活动而闻名。最近，Ricketts 餐厅的前墙上画了一个倒五角星。政府成员呼吁将其拆除，因为它可能冒犯参观学院的普通公众。这个五角星最初是在 1989 年学院间聚会时在餐厅里画的——在此之前，这个符号与 Ricketts House 并没有什么特别的联系。后来，倒五角星被添加到了里基茨府的徽章上（原来的徽章上是船轮，而不是五角星）。在 2004 年至 2006 年的翻修期间，壁画被覆盖，并实施了新的壁画政策。有关新壁画政策的冲突一直持续到2010年代初，当时该政策才放宽。房子里有许多壁画，其中一幅是 20 世纪 70 年代绘制的感恩而死乐队同名专辑的封面。如今，这所宿舍全年举办许多社交活动，包括每学期的开放麦克风之夜（有学生进行音乐表演）、每学期的正式晚宴以及被称为 Apache 的宿舍聚会。
该建筑可容纳约 70 名学生，而 2019 年毕业典礼时该宿舍的总会员人数约为 110 人。两名研究生住校助理住在这栋房子的公寓里。
里基茨学院 (Ricketts) 仍然是唯一一家不提供社会会员资格的修道院。 2018 年增加社会会员资格的全民公投以 16 票赞成、43 票反对、3 票弃权被否决。

#### 著名校友
- 利奥·雷恩沃特 (1939,物理学)-物理学家,诺贝尔奖获得者, 哥伦比亚大学Pupin物理学教授
- 弗农·史密斯 (1949年，电机工程)-经济学家、诺贝尔经济学奖得主、 亚利桑那大学, 乔治梅森大学，查普曼大学等学府教授
- Carl V. Larson（1952，机械工程）-Versatec的前副总裁，Versatec是一家被施乐收购的静电印刷公司
- 亚历山大·J·德斯勒（1952年，物理学）—— 天文学家，莱斯大学退休教授、首任空间科学系主任，NASA 马歇尔太空飞行中心空间科学实验室主任[11]
- 安东尼·伦纳德（1959年）—— 加州理工学院退休航空学西奥多·冯·卡门讲席教授
- 布拉德利·埃夫龙（1960年，数学）—— 数学统计学家，麦克阿瑟奖得主，美国国家科学奖章获得者
- 克利夫莫勒 （1961年，数学）—— MATLAB发明人
- 罗伯特·麦克利斯（1964年）—— 加州理工学院艾伦·E·帕克特讲席与电子工程教授
- 托马斯·索伊弗（1968年）—— 加州理工学院退休物理学哈罗德·布朗讲席教授；斯皮策科学中心主任
- 克里斯托弗·迪迪（1969年，化学）—— 教育研究者，哈佛大学教育研究生院提摩太·沃斯学习技术讲席教授
- 塞西莉娅·罗德里格斯（阿拉贡）（1981年）—— 程序员，飞行员，教授，诗人；未来未可知
- 米纳米·优田（1983年）—— 机械工程师，密歇根州立大学Red Cedar杰出教授兼机械工程系主任，曾任美国物理学会流体动力学分部主席
- 约翰·福尔卡斯（1986年）—— 波士顿学院教师事务及研究生教育副院长、Millard Alexander讲席化学教授[12]
- 大卫·奈斯（1987年）—— 拉斐特学院查尔斯·达纳讲席物理学教授[13]
- 杰夫·格里森（1988年）—— Electric Sky公司联合创始人兼首席技术官，联邦航空管理局商业航天运输咨询委员会成员[11]
- 萨姆·韦弗（1989年，工程与应用科学）—— Cool Energy公司首席执行官兼联合创始人，曾任博尔德市市长[14][15]
- 保罗·罗特蒙德（1994年）—— 麦克阿瑟奖得主，加州理工学院生物工程、计算与数学科学、计算与神经系统研究教授
- 埃德雷·赫伯·戈因斯（1994年，数学，物理）—— 数学家，专攻数论与代数几何，普渡大学及后来的波莫纳学院教授
- 凯文·博伊斯（1995年，生物学，文学）—— 麦克阿瑟奖得主，古植物学家，斯坦福大学教授
- 潘卡杰·梅塔（1997年，数学）—— 斯隆研究奖与西蒙斯研究员，波士顿大学物理学教授[11]
- 贾拉·埃夫斯林（1997年）—— 中国科学院大学现代物理研究所教授[11][16]
- 沙姆·卡卡德（1998年，物理）—— 计算机科学家，哈佛大学计算机科学戈登·麦凯讲席教授[11]
- 阿米特·克沙特里亚（2000年，数学）—— NASA从月球到火星计划副副署长
- 尼古拉斯·哈茨勒（2007年，数学）—— 加州理工学院物理学助理教授

## 北方住宿学院

### 劳埃德学院

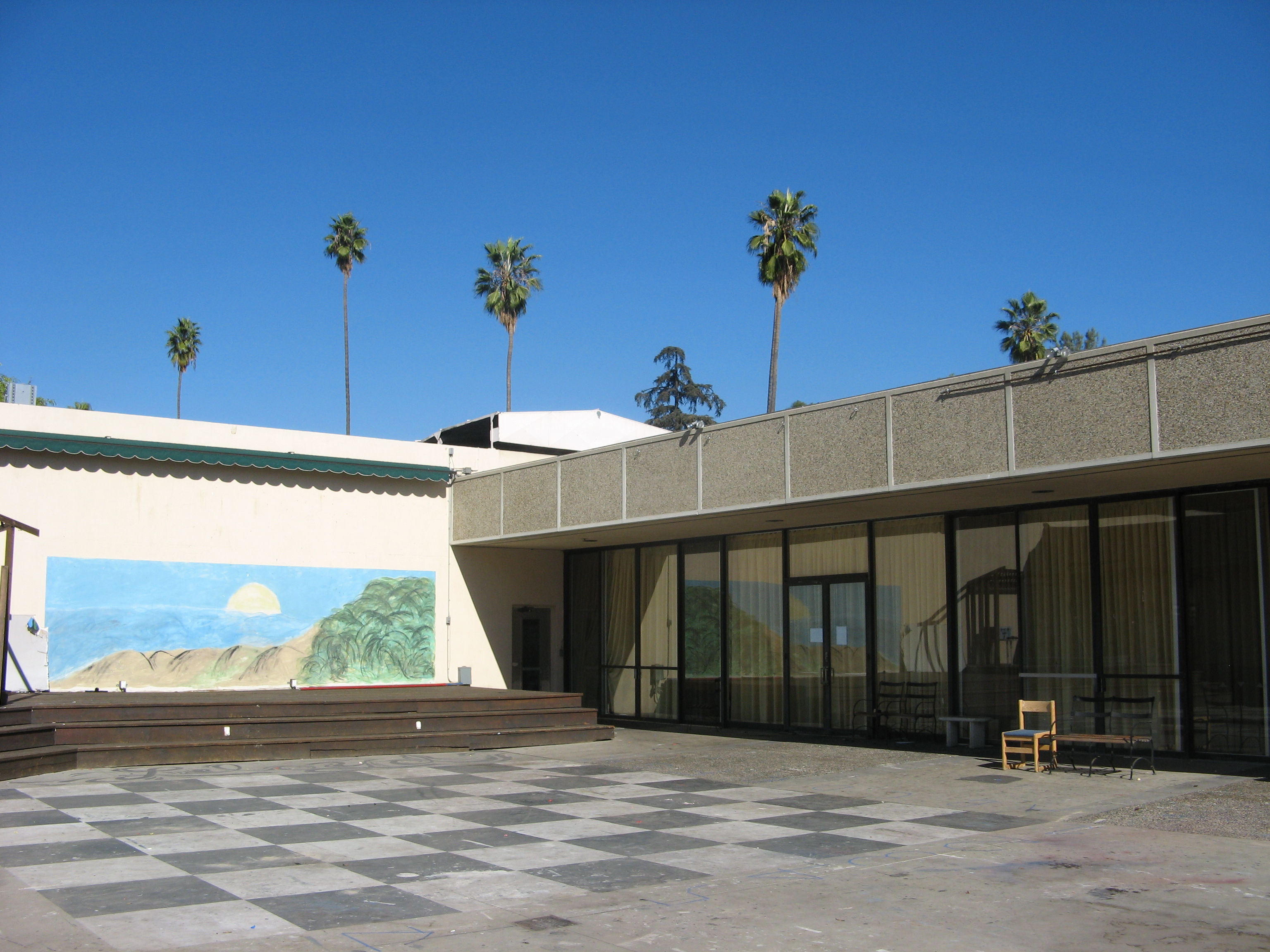
2008年的劳埃德庭院

劳埃德学院由学生选举、学生管理的执行委员会或“Excomm”管理，该委员会由 9-10 名成员组成：主席、秘书、主管、财务主管、社交主任、体育经理和两名代表。社交主管和体育经理由社交团队和体育团队协助。有七名 Lloyd Alley 支持代表 (LASR) 和各种指定职位，例如图书管理员、冰箱管理员和泳池管理员。传统的宿舍活动包括新生见面会、极限飞盘比赛、Airband 乐队和海滩之旅（一些成员骑自行车、轮滑、滑长板、散步，甚至从加州理工学院跑 42 英里到亨廷顿海滩）。
著名的校友包括：
- 克利夫·莫勒(1961) – Matlab的发明者，也是最初的 Lloydies 之一（从 Ricketts House“调”到那里）
- 道格拉斯·奥舍罗夫(1967) – 因发现氦-3 超流体而获得诺贝尔物理学奖 (1996)
- 史蒂文·E·库宁(1972) – 物理学家、加州理工学院教务长、美国能源部科学副部长
- 大卫·布林（1973）——天文学家、科幻小说作家
- 理查德·里昂(1974) – 发明家
- 肯尼斯·萨斯利克(1974) – 化学家
- 保罗·斯坦哈特(1974) – 物理学家；狄拉克奖章和许多其他著名奖项的获得者
- Joseph Kirschvink (1975) – 加州理工学院 Nico 和 Marilyn Van Wingen地球生物学教授
- 塔拉斯·基切纽克(1977) – 悬挂式滑翔运动先驱
- 内森·刘易斯(1977) – 加州理工学院乔治·L·阿吉罗斯化学教授
- 加里·W·考克斯(1978) – 政治学家；仅有的三位两次获得乔治·H·哈利特奖的政治学家之一
- Schelte J. Bus (1979) – 天文学家
- 朱莉娅·A·科恩菲尔德(1983) - 加州理工学院伊丽莎白·W·吉伦化学工程教授，第一位在加州理工学院获得学士学位后重返加州理工学院担任教授的女性
- 亚当·韦斯曼(1990) – Applied Semantics 联合创始人，该公司被 Google 收购并成为AdSense
- Gil Elbaz (1991) – 应用语义学联合创始人
- 亚当·德安杰洛(2006) – Quora创始人兼 Facebook 早期首席技术官

### 佩奇学院
著名校友包括：

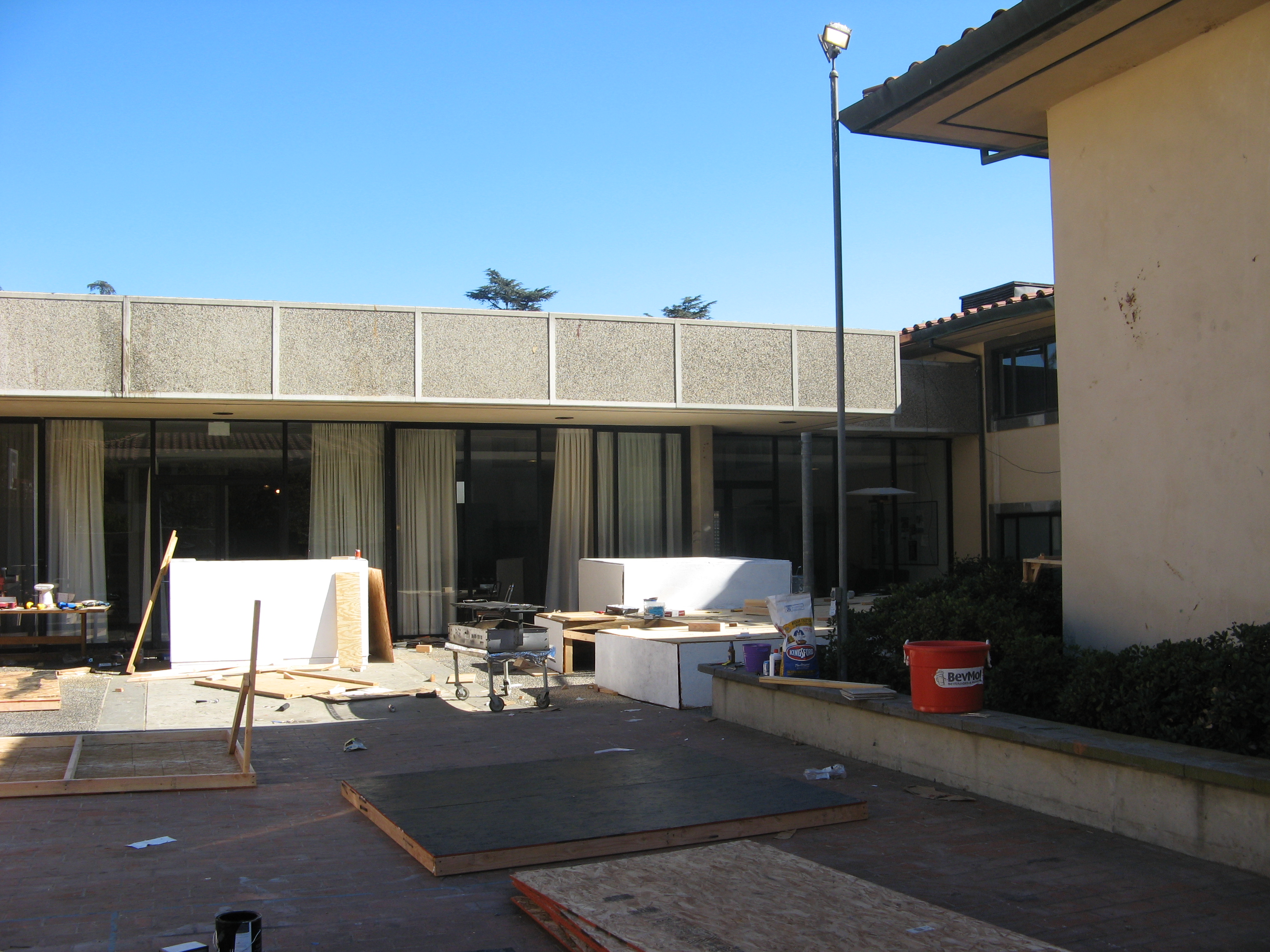
2009年的佩奇庭院

- 罗恩·格雷格（1969 年获博士学位，1977 年获博士学位）——核物理学家，户外研究创始人
- 斯坦利·E·惠特科姆（1973）——首次探测到引力波时，担任LIGO首席科学家
- 戴尔·布雷德森（1974年）——巴克老龄化研究所创始人
- 塔利斯·昂斯托特(1976) – 地球科学家，研究微生物在极端条件下仍能生存的地质环境
- 哈尔·芬尼（1979）——收到第一笔比特币交易的软件开发者
- 兰斯·J·迪克森(1982) – 斯坦福大学斯坦福直线加速器中心理论组教授
- 桑德拉·青·罗（1983）——表演艺术家、电台主持人、剧作家、作家
- Edward Felten (1985) – 普林斯顿大学计算机科学教授
- Stuart Ray （1986 届入学，范德堡大学理学学士）——约翰霍普金斯大学医学教授
- Stephen Hsu (1986) – 密歇根州立大学物理学教授，前大学行政人员
- Sabeer Bhatia (1991) – Hotmail联合创始人

### 维纳布尔学院

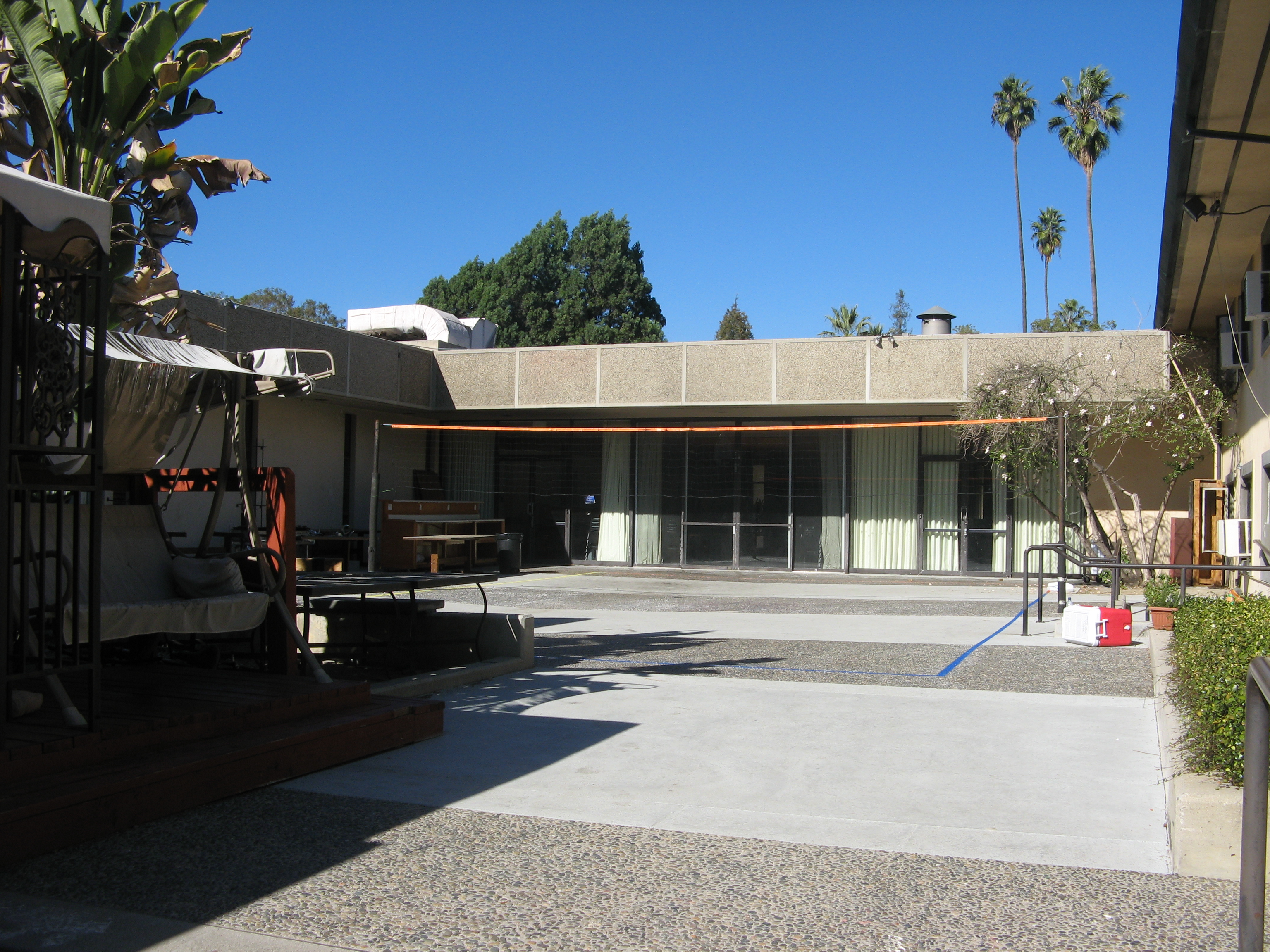
2008年的尊贵庭院

格兰特·D·维纳布尔学院原名拉多克学院，建于 1960 年，以纪念时任加州理工学院董事会主席的阿尔伯特·比林斯·拉多克。该学院于 2021 年更名，以纪念加州理工学院第一位黑人本科生格兰特·维纳布尔 ( Grant Venerable, '32)，     ，因为拉多克参与了优生学组织人类改善基金会。  
校友包括 idealab 的Bill Gross ！ 、麻省理工学院的Peter Shor (1981) – 以量子计算中的Shor 算法而闻名的应用数学家、麦克阿瑟奖获得者Jim Fruchterman 、应用物理学家Kerry Vahala 、几所主要研究型大学的校长Eric Kaler 、天文学家Tod R. Lauer 、计算机科学家John Gustafson 、储能科学家Michael Aziz 、点击化学家（和可能的诺贝尔奖候选人） MG Finn ，以及诺贝尔奖获得者Eric Betzig （2014 年化学奖）和Michael Rosbash （2017 年生理学/医学奖）。

## 艾弗里学院

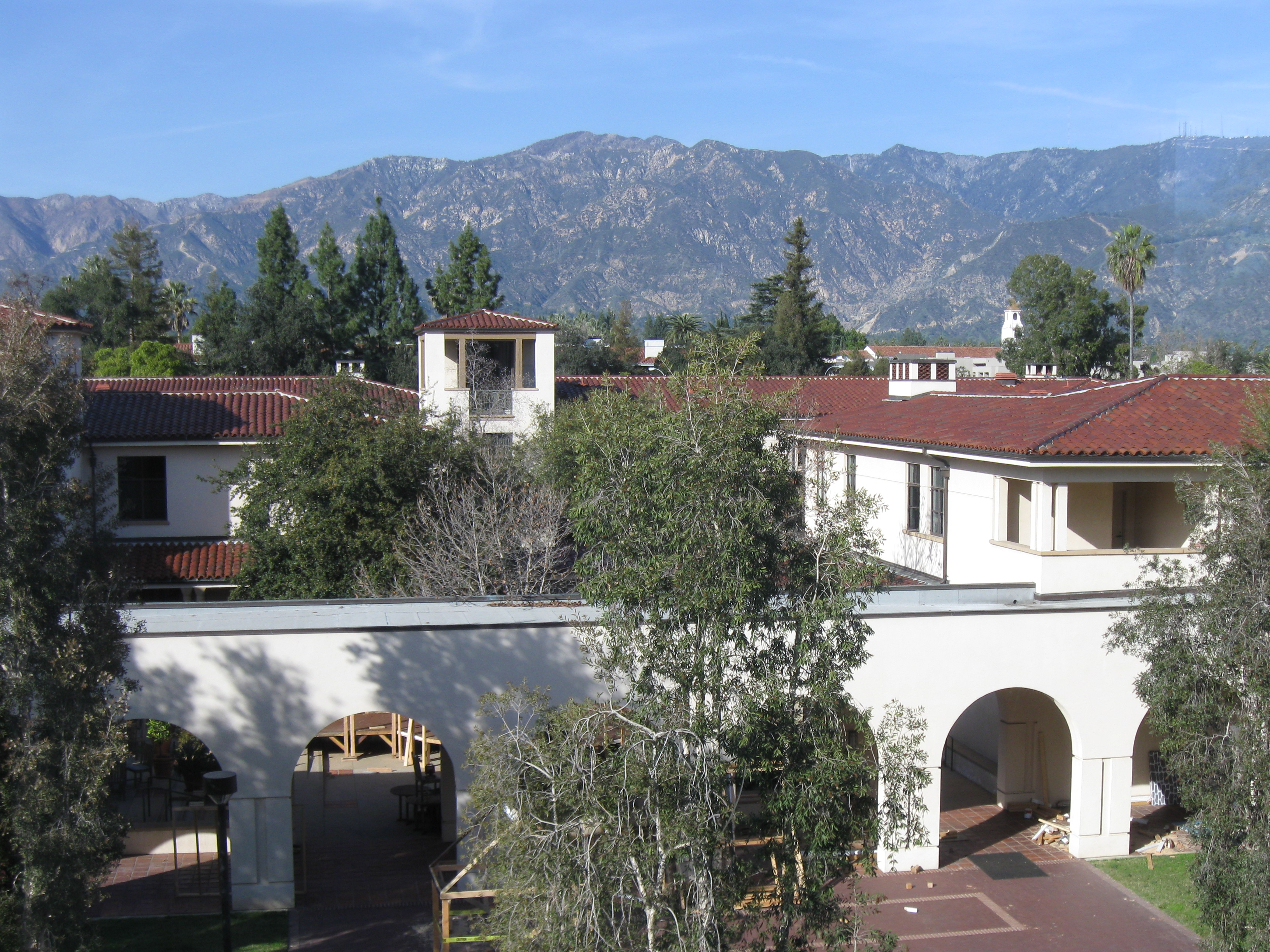
2010年的艾弗里

艾弗里学院是加州理工学院住房系统的一部分，参与轮换并容纳本科生、全年交换生、教师和来访客人。 Avery 的成员被称为“Averites”。
无论从实际面积还是床位数量来看，艾弗里楼都明显大于其他楼，容纳的本科生数量几乎是其他楼的两倍。 艾弗里学院拥有多种设施，包括一个带大厨房的餐厅、一间会议室、一间钢琴室（Gary Lorden 娱乐室）、一间图书馆、一个花园和一个地下车库。经艾弗里学院管理会批准或通过住房网站预订后，加州理工学院社区可以使用餐厅、图书馆和会议室举办官方活动。艾弗里学院还拥有一些“校外”名额，这些名额虽然在校内，但任何参加校外抽签的本科生都可以选择。最后，由于据说由 R. Stanton Avery 亲自制定的一项政策 ，艾弗里会员不得在墙上放置任何“不可移动”的东西，尽管这项政策的真正起源尚不清楚。因此，壁画是画在画布上并挂在公告栏上，而不是直接画在墙上。